# Eurysternus inflexus
Eurysternus inflexus là một loài bọ cánh cứng trong họ Bọ hung (Scarabaeidae).